# LMBT-kronológia (1990-es évek)
Ez az oldal a leszbikus, meleg, biszexuális és transznemű (LMBT) emberek jogainak történetében bekövetkezett fontosabb eseményeket tartalmazza.
« korábbi események

## 1990
- 1990 március 20. – New York-ban megalakul a Queer Nation nevű szervezet.
- 1990 május 10. – Az Egyesült Királyságban megalakul az OutRage! nevű szervezet.
- 1990 december – Dale McCormick az első nyíltan leszbikus megválasztott állami szenátor (Maine állam szenátusában)
- 1990 – Csehszlovákia azonos beleegyezési korhatárt vezet be.
- 1990 – Jersey szigetén dekriminalizálják a homoszexualitást.
- 1990 – Az ausztráliai Queensland állam megszünteti a homoszexualitás büntethetőségét.
- 1990 – Justin Fashanu az első profi futballista, aki coming ut-ol a sajtóban.

## 1991
- 1991 – Hongkong megszünteti a homoszexualitás büntethetőségét.
- 1991 – A Bahama-szigetek megszünteti a homoszexualitás büntethetőségét.
- 1991 – Ukrajna dekriminalizálja a homoszexualitást.
- 1991 – Sherry Harris-t megválasztják a Washington állambeli Seattle város tanácsába, így ő az első nyíltan leszbikus afro-amerikai választott képviselő Amerikában.
- 1991 – Az első leszbikus csók az amerikai televízióban, az "LA Law" című sorozatban, CJ Lamb karaktere (Amanda Donohoe) és Abby (Michele Greene) között.

## 1992
- 1992 – Az Egészségügyi Világszervezet leveszi a homoszexualitást a betegségeket felsoroló ún. ICD-10 listáról
- 1992 – Izland azonos beleegyezési korhatárt vezet be.
- 1992 – Luxemburg azonos beleegyezési korhatárt vezet be.
- 1992 – Svájc azonos beleegyezési korhatárt vezet be.
- 1992 – Észtország megszünteti a homoszexualitás büntethetőségét.
- 1992 – Lettország dekriminalizálja a homoszexualitást.
- 1992 – Nicaragua ismét büntethetővé teszi a homoszexualitást.

## 1993
- 1993 január – Melissa Etheridge amerikai énekes-dalszerző nyilvánosságra hozza leszbikusságát.
- 1993 április 24. – Az első hivatalos Dyke March (leszbikus nők és támogató heteroszexuális nők felvonulása) megtartása Washingtonban, a Lesbian Avengers nevű csoport szervezésében, mintegy 20.000 nő részvételével.
- 1993 december 21. – A Don't ask, don't tell ((DADT); "Ne kérdezd, ne mondd meg!") törvény elfogadása az Egyesült Államokban, mely lehetővé teszi meleg katonák szolgálatát, ha ezt eltitkolják. A törvény egészen 2011. szeptember 20-ig volt érvényben.
- 1993 – A harmadik melegjogi felvonulás Washingtonban.
- 1993 – Írország megszünteti a homoszexualitás büntethetőségét.
- 1993 – Oroszország megszünteti a homoszexualitás büntethetőségét.
- 1993 – Fehéroroszország megszünteti a homoszexualitás büntethetőségét.
- 1993 – Litvánia dekriminalizálja a homoszexualitást.
- 1993 – Gibraltár megszünteti a homoszexualitás büntethetőségét.
- 1993 – Norvégia bevezeti a regisztrált partnerkapcsolat intézményét, amely az örökbefogadás és a templomi esküvő kivételével a házassággal azonos jogokat biztosít az azonos nemű pároknak.

## 1994
- 1994 – Az Amerikai Orvosok Szövetsége cáfolja a homoszexualitás gyógyíthatóságát.
- 1994 – Kanada menedékjogot biztosít azon melegek és leszbikusok számára, akikre hazájukban üldözés várna.
- 1994 – Németország hatályon kívül helyezi a 175. paragrafust. Az izraeli legfelsőbb bíróság döntése alapján azonos jogok illetik meg az azonos nemű élettársakat és a különneműeket.

## 1995
- 1995 – Svédország bevezeti a regisztrált partnerkapcsolat intézményét, amely az örökbefogadás és a templomi esküvő kivételével a házassággal azonos jogokat biztosít az azonos nemű pároknak.
- 1995 – A Kanadai Legfelsőbb Bíróság döntése alapján a jogok és szabadságok kanadai chartájaban található diszkriminációt tiltó passzus a szexuális orientációra is vonatkozik.

## 1996
- 1996 – Dél-Afrika alkotmánya a világon elsőként külön nevesítve tiltja a szexuális orientáció alapján történő diszkriminációt.

## 1997
- 1997 – Az Egyesült Királyság olyan bevándorlási szabályokat léptet életbe, amely a házastársakhoz hasonló elbírálásban részesíti az azonos nemű partnereket.
- 1997 – Fidzsi alkotmánya a világon másodikként külön nevesítve tiltja a szexuális orientáció alapján történő diszkriminációt.
- 1997 – Tasmania – az ausztrál államok közt utolsóként – megszünteti a homoszexualitás büntethetőségét.

## 1998
- 1998 – Írország törvényben tiltja a felmondást a szexuális orientáció alapján.
- 1998 – A Matthew Shepard-gyilkosság. Október 7. hajnalán, homofób indíttatásból brutálisan megveri két fiatal férfi; október 12-én belehal sérüléseibe.

## 1999
- 1999 – Kalifornia törvényt fogad el az azonos nemű párokról.
- 1999 – Franciaország bevezeti az azonos nemű párok számára is nyitva álló regisztrált partnerkapcsolatot (PACS).
- 1999 – Az Egyesült Királyságban megalakul a Queer Youth Alliance („Meleg Fiatalok Szövetsége”) szervezet.
- 1999 – Az Izraeli Legfelsőbb Bíróság szülő-gyermek viszonyt állapít meg egy nő és leszbikus párjának biológiai gyereke között.

» későbbi események

## Fordítás
- Ez a szócikk részben vagy egészben  a   Timeline of LGBT history című angol Wikipédia-szócikk ezen változatának fordításán alapul.  Az eredeti cikk szerkesztőit annak laptörténete sorolja fel. Ez a jelzés csupán a megfogalmazás eredetét és a szerzői jogokat jelzi, nem szolgál a cikkben szereplő információk forrásmegjelöléseként.